# À corps perdu (film, 1988)
Pour les articles homonymes, voir À corps perdu.
Pour plus de détails, voir Fiche technique et Distribution.
À corps perdu est un film canado-suisse en langue française, sorti le 30 septembre 1988 au Canada. Il est dirigé par Léa Pool, d'après un scénario de Marcel Beaulieu et Léa Pool, inspiré du roman Kurwenal  d'Yves Navarre.

## Synopsis
Pierre Kurwenal (Matthias Habich) est un reporter photographe de Montréal qui travaille à un reportage au Nicaragua où il photographie la guerre et ses exécutions. De retour à Montréal, son ménage à trois avec ses amants David et Sarah se termine car ils quittent la ville, laissant Pierre perplexe et plein de questions sans réponses, alors qu'ils ont été ensemble pendant dix ans. Il est aussi hanté par ce qu'il a vécu au Nicaragua. Ces retours en arrière sont le plus souvent filmés en noir et blanc. Après plusieurs jours, Pierre rencontre Quentin, un jeune sourd-muet. S'amorce dès lors pour Pierre une nouvelle vie.

## Fiche technique
- Titre original : À corps perdu
- Titre anglais : Straight for the Heart
- Réalisation : Léa Pool
- Scénario : Marcel Beaulieu et Léa Pool, d'après le roman Kurwenal d'Yves Navarre
- Photographie : Pierre Mignot
- Directeurs artistique : Vianney Gauthier
- Costumes : Louise Jobin
- Maquilleurs : Diane Simard
- Musique : Osvaldo Montes
- Son : Luc Boudrias, Luc Yersin et Marcel Pothier
- Montage : Michel Arcand
- Producteurs : Denise Robert et Robin Spry
- Société de production : Les films telescene inc. et Xanadu Film AG
- Format : Couleur Panavision
- Genre : Drame
- Durée : 92 minutes
- Date de sortie en salle au  Canada  Québec : 30 septembre 1998

## Distribution
- Matthias Habich : Pierre Kurwenal
- Johanne Marie Tremblay: Sarah
- Michel Voïta : David
- Jean-François Pichette : Quentin
- Kim Yaroshevskaya : Noémie
- France Castel : Michèle
- Jacqueline Bertrand : la mère
- Pierre Gobeil : le patron